# گرچاک چینی
گرچاک چینی (نام علمی: Rhodeus sinensis) نام یک گونه از سرده گرچاک است.